# CONCACAF Champions League 2013/14
De CONCACAF Champions League 2013-14 was de vijfde editie van de CONCACAF Champions League. Het is de Noord-Amerikaanse tegenhanger van de Europese Champions League. Het toernooi begon in juli 2013 en duurde tot en met mei 2014. De winnaar plaatste zich automatisch voor het wereldkampioenschap voetbal voor clubs in 2014. De titelhouder CF Monterrey wist zich niet te plaatsen.

## Gekwalificeerde teams[1]
| Land                        | Club                    | Pot                     | Reden van kwalificatie                                                                | Deelnamen               | Laatste deelname        | Beste resultaat         |
| Noord-Amerika (9 teams)     | Noord-Amerika (9 teams) | Noord-Amerika (9 teams) | Noord-Amerika (9 teams)                                                               | Noord-Amerika (9 teams) | Noord-Amerika (9 teams) | Noord-Amerika (9 teams) |
| --------------------------- | ----------------------- | ----------------------- | ------------------------------------------------------------------------------------- | ----------------------- | ----------------------- | ----------------------- |
| Mexico 4 teams              | Toluca                  | B                       | Winnaar of nummer 2 Apertura 2012                                                     | 3e                      | 2010–11                 | HF                      |
| Mexico 4 teams              | Tijuana                 | A                       | Winnaar of nummer 2 Apertura 2012                                                     | 1e                      | geen                    | geen                    |
| Mexico 4 teams              | Club América            | A                       | Winnaar Apertura 2013                                                                 | 1e                      | geen                    | geen                    |
| Mexico 4 teams              | Cruz Azul               | B                       | Nummer 2 Clausura 2013                                                                | 4e                      | 2010-11                 | Finalist                |
| Verenigde Staten 4 teams    | San Jose Earthquakes    | A                       | Winnaar MLS Supporters' Shield                                                        | 1e                      | geen                    | geen                    |
| Verenigde Staten 4 teams    | Los Angeles Galaxy      | A                       | Winnaar MLS Cup 2012                                                                  | 4e                      | 2012–13                 | HF                      |
| Verenigde Staten 4 teams    | Houston Dynamo          | B                       | Nummer 2 MLS Cup 2012                                                                 | 4e                      | 2012–13                 | KF                      |
| Verenigde Staten 4 teams    | Sporting Kansas City    | B                       | Winnaar Lamar Hunt U.S. Open Cup 2012                                                 | 1e                      | geen                    | geen                    |
| Canada 1 deelnemer          | Montreal Impact         | B                       | Winnaar Canadian Championship 2013                                                    | 2e                      | 2008-09                 | KF                      |
| Centraal-Amerika (12 teams) |                         |                         |                                                                                       |                         |                         |                         |
| Costa Rica 3 teams †        | Alajuelense             | B                       | Kampioen Apertura 2012                                                                | 4e                      | 2012-13                 | GF                      |
| Costa Rica 3 teams †        | Herediano               | A                       | Kampioen Clausra 2013                                                                 | 4e                      | 2012-13                 | KF                      |
| Costa Rica 3 teams †        | Cartaginés              | C                       | Nummer 2 Clausra 2013                                                                 | 1e                      | Geen                    | Geen                    |
| Honduras 2 teams            | Olimpia                 | A                       | Kampioen Apertura 2012                                                                | 6e                      | 2012-13                 | KF                      |
| Honduras 2 teams            | CD Victoria             | B                       | Kampioen Clausra 2013                                                                 | 1e                      | geen                    | geen                    |
| Guatemala 2 teams           | Comunicaciones          | A                       | Kampioen Apertura 2012                                                                | 3e                      | 2011-12                 | KF                      |
| Guatemala 2 teams           |                         | C                       | Kampioen Clausra 2013                                                                 |                         |                         |                         |
| Panama 2 teams              | Árabe Unido             | A                       | Kampioen Apertura 2012                                                                | 3e                      | 2010-11                 | KF                      |
| Panama 2 teams              | Sporting San Miguelito  | C                       | Kampioen Clausra 2013                                                                 | 1e                      | geen                    | geen                    |
| El Salvador 2 teams         | Isidro Metapán          | B                       | Kampioen Apertura 2012                                                                | 6e                      | 2012-13                 | KF                      |
| El Salvador 2 teams         | CD Luis Ángel Firpo     | C                       | Kampioen Clausra 2013                                                                 | 3e                      | 2009-10                 | GF                      |
| Nicaragua 1 team            | Real Estelí             | C                       | Kampioen met het beste resultaat over het seizoen in de Primera División de Nicaragua | 4e                      | 2012-13                 | Groepsfase              |
| Belize 0 teams              | Belmopan Bandits        | C                       | Kampioen Premier League of Belize 2012/13                                             | 1e                      | geen                    | geen                    |
| Caribbean (3 teams)         |                         |                         |                                                                                       |                         |                         |                         |
| Trinidad en Tobago          | W Connection            | C                       | CFU Club Championsship Groep 1                                                        | 3e                      | 2012–13                 | Groepsfase              |
| Trinidad en Tobago          | Caledonia AIA           | C                       | Winnaar CFU Club Championsship Play-off                                               | 2e                      | 2012–13                 | Groepsfase              |
| Haïti                       | Valencia                | C                       | Winnaar CFU Club Championsship Groep 2                                                | 1e                      | geen                    | geen                    |

- † De stadions uit Belize voldeden niet aan de vereisten om wedstrijden in de CONCACAF Champions League te kunnen spelen. Daarom werd hun plaats toegewezen aan Costa Rica op basis van resultaten tijdens de CONCACAF Champions League 2012/13.[2]

## Opzet
Op 12 januari 2012 maakte de CONCACAF bekend dat het toernooi anders werd opgezet dan voorgaande toernooien. De voorronde zou worden opgeheven en de 24 teams beginnen in de groepsfase. Voor loting voor de groepsfase werden de teams verdeeld in drie potten, op basis van hun prestaties in de landelijke competitie. Teams uit hetzelfde land (met uitzondering van "wildcard"-teams, die een team uit een ander land vervingen) konden elkaar niet treffen, en elke groep zou gegarandeerd een team bevatten uit de Verenigde Staten en Mexico. Zodoende konden de teams uit Mexico en de Verenigde Staten elkaar niet treffen in de groepsfase. In de groepsfase speelden de teams twee wedstrijden tegen elkaar. De groepswinnaars plaatsen zich voor de kwartfinales.
| Pot A       | Pot A                  | Pot A                | Pot A                |
| ----------- | ---------------------- | -------------------- | -------------------- |
| Tijuana     | América                | San Jose Earthquakes | Los Angeles Galaxy   |
| Herediano   | Olimpia                | Comunicaciones       | Árabe Unido          |
| Pot B       |                        |                      |                      |
| Toluca      | Cruz Azul              | Houston Dynamo       | Sporting Kansas City |
| Alajuelense | Victoria               | Isidro Metapán       | Montreal Impact      |
| Pot C       |                        |                      |                      |
| Guatemala 2 | Sporting San Miguelito | Luis Ángel Firpo     | Real Estelí          |
| Cartaginés  | W Connection           | Valencia             | Caledonia AIA        |

## Programma
| Ronde         | Ronde        | Loting                                | Heenduel             | Return               |
| ------------- | ------------ | ------------------------------------- | -------------------- | -------------------- |
| Groepsfase    | Speeldag 1   | 3 juni 2013 (Miami, Verenigde Staten) | 6-8 augustus 2013    | 6-8 augustus 2013    |
| Groepsfase    | Speeldag 2   | 3 juni 2013 (Miami, Verenigde Staten) | 20-22 augustus 2013  | 20-22 augustus 2013  |
| Groepsfase    | Speeldag 3   | 3 juni 2013 (Miami, Verenigde Staten) | 27-29 augustus 2013  | 27-29 augustus 2013  |
| Groepsfase    | Speeldag 4   | 3 juni 2013 (Miami, Verenigde Staten) | 17-19 september 2013 | 17-19 september 2013 |
| Groepsfase    | Speeldag 5   | 3 juni 2013 (Miami, Verenigde Staten) | 24-26 september 2013 | 24-26 september 2013 |
| Groepsfase    | Speeldag 6   | 3 juni 2013 (Miami, Verenigde Staten) | 22-24 oktober 2013   | 22-24 oktober 2013   |
| Knock-outfase | Kwartfinale  | 3 juni 2013 (Miami, Verenigde Staten) | 11-13 maart 2014     | 18-20 maart 2014     |
| Knock-outfase | Halve finale | 3 juni 2013 (Miami, Verenigde Staten) | nnb                  | nnb                  |
| Knock-outfase | Finale       | 3 juni 2013 (Miami, Verenigde Staten) | nnb                  | nnb                  |

## Groepsfase
De loting voor de groepsfase vond plaats op 3 juni 2013 in Miami. De 24 teams werden verdeeld over acht groepen van drie teams, waarvan de acht groepswinnaars zich plaatsten voor de kwartfinales.
| Betekenis van de kleur in de groepstabel |
| ---------------------------------------- |
| Groepswinnaars naar kwartfinales         |

Gsp = aantal wedstrijden, W = winst, G = gelijk, V = verlies, Pnt. = punten, DV/DT = doelpunten voor/tegen

### Groep 1
| Team           | Gsp | G | G | V | DV | DT | DS | Pnt |
| -------------- | --- | - | - | - | -- | -- | -- | --- |
| Árabe Unido    | 4   | 3 | 0 | 1 | 7  | 3  | +4 | 9   |
| Houston Dynamo | 4   | 2 | 1 | 1 | 4  | 2  | +2 | 7   |
| W Connection   | 4   | 0 | 1 | 3 | 1  | 7  | −6 | 1   |

|                | ARA | HOU | WCO |
| -------------- | --- | --- | --- |
| Árabe Unido    | —   | 1-0 | 3-1 |
| Houston Dynamo | 2-1 | —   | 2-0 |
| W Connection   | 0-2 | 0-0 | —   |

### Groep 2
| Team                 | Gsp | G | G | V | DV | DT | DS | Pnt |
| -------------------- | --- | - | - | - | -- | -- | -- | --- |
| Sporting Kansas City | 4   | 2 | 2 | 0 | 5  | 1  | +4 | 8   |
| Olimpia              | 4   | 2 | 1 | 1 | 2  | 2  | 0  | 7   |
| Real Estelí          | 4   | 0 | 0 | 1 | 1  | 5  | −4 | 1   |

|                      | OLI | EST | SKC |
| -------------------- | --- | --- | --- |
| Olimpia              | —   | 1-0 | 0-2 |
| Real Estelí          | 0-1 | —   | 0-2 |
| Sporting Kansas City | 0-0 | 1-1 | —   |

### Groep 3
| Team      | Gsp | G | G | V | DV | DT | DS  | Pnt |
| --------- | --- | - | - | - | -- | -- | --- | --- |
| Cruz Azul | 4   | 4 | 0 | 0 | 10 | 2  | +8  | 12  |
| Herediano | 4   | 2 | 0 | 2 | 11 | 8  | +3  | 6   |
| Valencia  | 4   | 0 | 0 | 4 | 4  | 15 | −11 | 0   |

|           | CA  | HER | VAL |
| --------- | --- | --- | --- |
| Cruz Azul | —   | 3-0 | 3-0 |
| Herediano | 1-2 | —   | 4-2 |
| Valencia  | 1-2 | 1-6 | —   |

### Groep 4
| Team                   | Gsp | G | G | V | DV | DT | DS | Pnt |
| ---------------------- | --- | - | - | - | -- | -- | -- | --- |
| Alajuelense            | 4   | 3 | 0 | 1 | 4  | 1  | +3 | 9   |
| América                | 4   | 2 | 0 | 2 | 4  | 2  | +2 | 6   |
| Sporting San Miguelito | 4   | 1 | 0 | 3 | 1  | 6  | −5 | 3   |

|                        | ALA | AME | SSM |
| ---------------------- | --- | --- | --- |
| Alajuelense            | —   | 1-0 | 2-0 |
| América                | 0-1 | —   | 3-0 |
| Sporting San Miguelito | 1-0 | 0-1 | —   |

### Groep 5
| Team                      | Gsp | G | G | V | DV | DT | DS | Pnt |
| ------------------------- | --- | - | - | - | -- | -- | -- | --- |
| San Jose Earthquakes      | 4   | 2 | 0 | 2 | 4  | 2  | +2 | 6   |
| Montreal Impact           | 4   | 2 | 0 | 2 | 3  | 4  | −1 | 6   |
| Heredia Jaguares de Peten | 4   | 2 | 0 | 2 | 2  | 3  | −1 | 6   |

|                      | HER | MTL | SJ  |
| -------------------- | --- | --- | --- |
| Heredia              | —   | 1-0 | 1-0 |
| Montreal Impact      | 2-0 | —   | 1-0 |
| San Jose Earthquakes | 1-0 | 3-0 | —   |

### Groep 6
| Team           | Gsp | G | G | V | DV | DT | DS  | Pnt |
| -------------- | --- | - | - | - | -- | -- | --- | --- |
| Toluca         | 4   | 4 | 0 | 0 | 15 | 4  | +11 | 12  |
| Comunicaciones | 4   | 2 | 0 | 2 | 7  | 7  | 0   | 6   |
| Caledonia AIA  | 4   | 0 | 0 | 4 | 2  | 13 | −11 | 0   |

|                | CAL | COM | TOL |
| -------------- | --- | --- | --- |
| Caledonia AIA  | —   | 0-3 | 1-5 |
| Comunicaciones | 2-0 | —   | 1-2 |
| Toluca         | 3-1 | 5-1 | —   |

### Groep 7
| Team             | Gsp | G | G | V | DV | DT | DS  | Pnt |
| ---------------- | --- | - | - | - | -- | -- | --- | --- |
| Tijuana          | 4   | 3 | 1 | 0 | 10 | 2  | +8  | 10  |
| Luis Ángel Firpo | 4   | 2 | 1 | 1 | 6  | 3  | +3  | 7   |
| CD Victoria      | 4   | 0 | 0 | 4 | 4  | 15 | −11 | 0   |

|                  | FIR | TIJ | VIC |
| ---------------- | --- | --- | --- |
| Luis Ángel Firpo | —   | 0-0 | 2-1 |
| Tijuana          | 1-0 | —   | 6-0 |
| Victoria         | 1-4 | 2-3 | —   |

### Groep 8
| Team               | Gsp | G | G | V | DV | DT | DS | Pnt |
| ------------------ | --- | - | - | - | -- | -- | -- | --- |
| Los Angeles Galaxy | 4   | 3 | 0 | 1 | 6  | 4  | +2 | 9   |
| Cartaginés         | 4   | 1 | 1 | 2 | 4  | 7  | −3 | 4   |
| Isidro Metapán     | 4   | 1 | 1 | 2 | 6  | 5  | +1 | 4   |

|                    | CAR | MET | LA  |
| ------------------ | --- | --- | --- |
| Cartaginés         | —   | 0-0 | 0-3 |
| Isidro Metapán     | 2-4 | —   | 4-0 |
| Los Angeles Galaxy | 2-0 | 1-0 | —   |

## Knock-outfase

### Plaatsing
De acht gekwalificeerde teams voor de kwartfinales werden gerangschikt op positie door hun prestaties in de groepsfase.
| Seed | Team                 | AW | W | G | V | DV | DT | DS  | Ptn |
| ---- | -------------------- | -- | - | - | - | -- | -- | --- | --- |
| 1    | Toluca               | 4  | 4 | 0 | 0 | 15 | 4  | +11 | 12  |
| 2    | Cruz Azul            | 4  | 4 | 0 | 0 | 10 | 2  | +8  | 12  |
| 3    | Tijuana              | 4  | 3 | 1 | 0 | 10 | 2  | +8  | 10  |
| 4    | Árabe Unido          | 4  | 3 | 0 | 1 | 7  | 3  | +4  | 9   |
| 5    | Alajuelense          | 4  | 3 | 1 | 0 | 4  | 1  | +3  | 9   |
| 6    | Los Angeles Galaxy   | 4  | 3 | 0 | 1 | 6  | 4  | +2  | 9   |
| 7    | Sporting Kansas City | 4  | 2 | 2 | 0 | 5  | 1  | +4  | 8   |
| 8    | San Jose Earthquakes | 4  | 2 | 0 | 2 | 4  | 2  | +2  | 6   |

### Kwartfinales
| Team 1               | Tot.             | Team 2      | 1e wedstr. | 2e wedstr. |
| -------------------- | ---------------- | ----------- | ---------- | ---------- |
| San Jose Earthquakes | 2-2 (4-5 na pen) | Toluca      | 1-1        | 1-1        |
| Sporting Kansas City | 2-5              | Cruz Azul   | 1-5        | 1-0        |
| Los Angeles Galaxy   | 3-4              | Tijuana     | 2-4        | 1-0        |
| Alajuelense          | 2-0              | Árabe Unido | 0-0        | 2-0        |

### Halve finales
| Team 1      | Tot. | Team 2    | 1e wedstr. | 2e wedstr. |
| ----------- | ---- | --------- | ---------- | ---------- |
| Alajuelense | 0-3  | Toluca    | 0-1        | 0-2        |
| Tijuana     | 1-2  | Cruz Azul | 1-0        | 0-2        |

### Finale
| Team 1    | Tot.    | Team 2 | 1e wedstr. | 2e wedstr. |
| --------- | ------- | ------ | ---------- | ---------- |
| Cruz Azul | 1-1 (u) | Toluca | 0-0        | 1-1        |